# Andy Sneap
Andy Sneap (Derbyshire, Inglaterra, 18 de julio de 1969) es un músico y productor musical británico, conocido mundialmente por ser el guitarrista de la banda de thrash metal Sabbat. En 2018 entró a la banda de heavy metal Judas Priest en reemplazo de Glenn Tipton para tocar en las respectivas giras de la banda, debido a que este fue diagnosticado con Parkinson.

## Discografía como productor
- Accept - Stalingrad, Blind Rage, Blood of the Nations, The Rise of Chaos
- Arch Enemy - Anthems of Rebellion, Dead Eyes See No Future, The Root of All Evil
- Benediction - Grind Bastard
- Blaze Bayley - Silicon Messiah, Tenth Dimension, As Live As It Gets, Blood and Belief
- The Blueprint - "zero*zero*one", "Ecliptic"
- Cathedral - Caravan Beyond Redemption
- Consumed - Breakfast at Pappas, Hit for Six, Pistols at Dawn
- Cradle of Filth - Godspeed on the Devil's Thunder
- Earth Crisis - Breed the Killers
- earthtone9 - arc'tan'gent
- English Dogs - All the Worlds a Rage, Bow to None, What a Wonderful Feeling
- Exit Ten - This World They'll Drown (mini-álbum)
- Exodus - Tempo of the Damned, The Atrocity Exhibition... Exhibit A, The Atrocity Exhibition... Exhibit B
- Hecate Enthroned - The Slaughter of Innocence
- Iron Monkey - Iron Monkey, Our Problem
- Kill II This - Deviate, Trinity
- Kreator - Violent Revolution, Enemy of God
- Machine Head - Through the Ashes of Empires
- Masterplan - Masterplan, Aeronautics
- Megadeth - United Abominations, Endgame
- Nevermore - Dead Heart in a Dead World, This Godless Endeavor
- Onslaught - Killing Peace
- Pissing Razors - Pissing Razors, Cast Down The Plague
- Rise to Addiction - A New Shade of Black for the Soul
- Skinlab - Bound, Gagged and Blindfolded, Disembody: The New Flesh
- Stuck Mojo - Declaration of a Headhunter, HVY1, Rising

## Discografía como mezclador
- 36 Crazyfists - A Snow Capped Romance, Rest Inside The Flames, The Tide And It's Takers
- Arch Enemy - Wages of Sin, Doomsday Machine, Live Apocalypse (DVD), Tyrants of the Rising Sun (CD & DVD), The Root of All Evil
- Artillery - B.A.C.K.
- As I Lay Dying - Shadows Are Security
- Biomechanical - The Empires Of The Worlds
- Caliban - The Opposite From Within, The Undying Darkness
- Chimaira - Resurrection
- Cradle of Filth - Thornography
- Despised Icon - The Ills Of Modern Man
- DevilDriver - The Fury of Our Maker's Hand (live tracks on Special Edition), The Last Kind Words
- Dew-Scented - Incinerate
- Entombed - Monkey Puss (Live in London)
- Exodus - Another Lesson in Violence, Shovel Headed Kill Machine, Let There Be Blood
- Fozzy - Fozzy, Happenstance
- Gigantour 2 (CD & DVD)
- Into Eternity - The Scattering of Ashes
- Job for a Cowboy - Genesis
- Killswitch Engage - Alive or Just Breathing, The End of Heartache
- Kreator - Violent Revolution, Live Kreation, Enemy of God Revisited (DVD)
- Living Sacrifice - Conceived in Fire, The Infinite Order
- Machine Head - The More Things Change...
- Megadeth - Warchest (boxset), Blood in the Water: Live in San Diego (DVD)
- Napalm Death - Breed to Breathe, Inside the Torn Apart
- Nevermore - Dead Heart in a Dead World, Enemies of Reality (Remix), This Godless Endeavor, Year of the Voyager (CD & DVD)
- Opeth - Deliverance, Lamentations (Live at Shepherd's Bush Empire 2003) (DVD)
- Roadrunner United
- Soulfly - The Song Remains Insane (DVD), Conquer
- Skinlab - reVolting Room
- Spiritual Beggars - On Fire
- Testament - The Gathering, First Strike Still Deadly, Live in London, The Formation of Damnation
- Trivium - Ascendancy
- Unearth - The March